# 黑太陽731完結篇
《黑太陽完結篇：死亡列車》為刻劃出第二次世界大戰時期大日本帝國關東軍731部隊進行人體實驗的香港電影。

## 概述
故事劇情描述日本在二次大戰戰敗後，駐地參謀官集合「731部隊」並宣佈緊急徹退，要求離去之前銷毀一切秘密。

## 故事劇情
集合的哨聲中，「731部隊」參謀官宣佈緊急徹退，要求離去之前銷毀一切秘密。出發前，伊東為毀壞細菌溫床時，卻不慎割破手而遭受感染，並趕上唯一逃亡的列車。
由於，受細菌感染的伊東造成車上的同袍也遭受到傳染，使得這班列車已成為死亡列車……

## 演員
| 演员   | 角色     | 备注                                         |
| 歐瑞偉 | 山田江石 |                                              |
| 麥德羅 | 森島一郎 |                                              |
| 張靜   | 松下淳子 |                                              |
| 許戈   | 伊東秀男 |                                              |
| 朱剛   | 龜田     |                                              |
| 温文鷹 |          |                                              |
| 余銘康 |          |                                              |
| 韓月喬 | 松下浩   |                                              |
| 張國文 | 秋山正夫 |                                              |
| 姜一守 | 犬養     |                                              |
| 王剛   | 石井四郎 | 大日本帝國陸軍軍醫中將 731部隊創始人與部隊長 |

## 備註
1. ↑  香港電影票房 1994 〔華語電影〕，〈香港電影票房全紀錄〉

## 外部連結
- 開眼電影網上《黑太陽731完結篇》的資料（繁體中文）
- 香港影庫上《黑太陽731完結篇》的資料（繁體中文）
- 时光网上《黑太陽731完結篇》的資料（简体中文）
- 豆瓣电影上《黑太陽731完結篇》的資料 （简体中文）
- 爛番茄上《黑太陽731完結篇》的資料（英文）
- AllMovie上《黑太陽731完結篇》的资料（英文）
- 互联网电影数据库（IMDb）上《黑太陽731完結篇》的资料（英文）